# Beniganj
Beniganj é uma cidade e uma nagar panchayat no distrito de Hardoi, no estado indiano de Uttar Pradesh.

## Geografia
Beniganj está localizada a 27° 17′ N, 80° 27′ L. Tem uma altitude média de 136 metros (446 pés).

## Demografia
Segundo o censo de 2001, Beniganj tinha uma população de 9504 habitantes. Os indivíduos do sexo masculino constituem 53% da população e os do sexo feminino 47%. Beniganj tem uma taxa de literacia de 54%, inferior à média nacional de 59.5%; com 60% para o sexo masculino e 40% para o sexo feminino. 19% da população está abaixo dos 6 anos de idade.